# Lilla Kåtaträsket
Lilla Kåtaträsket är en sjö i Sorsele kommun i Lappland och ingår i Umeälvens huvudavrinningsområde. Sjön har en area på 0,332 kvadratkilometer och ligger 459,1 meter över havet. Lilla Kåtaträsket ligger i Vindelälven Natura 2000-område. Sjön avvattnas av vattendraget Vällingträskbäcken.

## Delavrinningsområde
Lilla Kåtaträsket ingår i det delavrinningsområde (727443-156560) som SMHI kallar för Ovan 727532-156500. Medelhöjden är 484 meter över havet och ytan är 3,38 kvadratkilometer. Det finns ett avrinningsområde uppströms, och räknas det in blir den ackumulerade arean 6,26 kvadratkilometer. Vällingträskbäcken som avvattnar avrinningsområdet har biflödesordning 4, vilket innebär att vattnet flödar genom totalt 4 vattendrag innan det når havet efter 333 kilometer. Avrinningsområdet består mestadels av skog (68 procent) och sankmarker (11 procent). Avrinningsområdet har 0,33 kvadratkilometer vattenytor vilket ger det en sjöprocent på 9,8 procent.